# 幕末の通貨問題

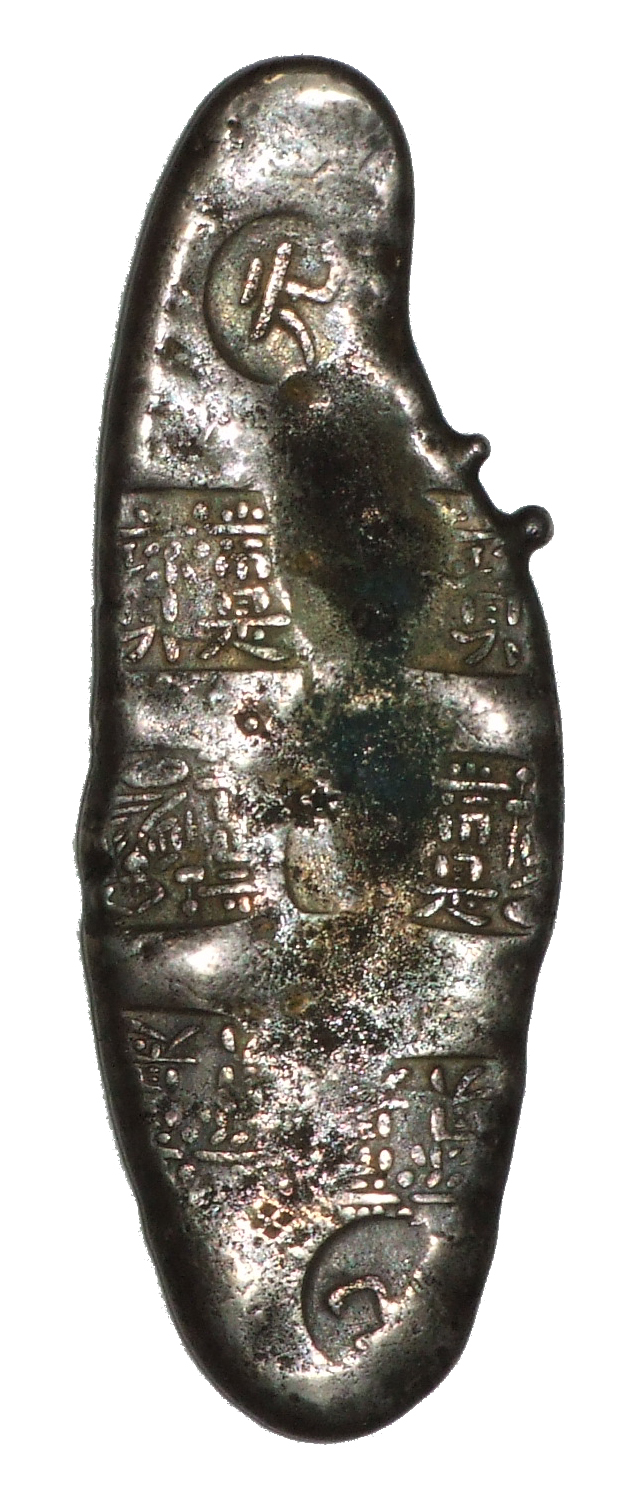
元禄丁銀

幕末の通貨問題（ばくまつのつうかもんだい）とは、日米和親条約締結後に決められた日本貨幣と海外貨幣の交換比率に関する問題。日本と諸外国の金銀交換比率が異なったため、日本から大量の金が流出した。

## 江戸中期まで
戦国時代末、日本では金銀ともにその生産・流通が増加したが、特に銀の生産が増加したために天正年間には金銀比価は1:10、慶長年間には1:12程度と外国に比べて「銀安」状態にあった。このため、日本から銀が中国やヨーロッパに輸出され、逆に日本へは金が流入する構造が、戦国時代末期から江戸時代初期にかけて成立した。日本では鎖国の実施後も暫く金銀の輸出が行われた影響によって17世紀前半には東アジア全域で金銀比価の平準化が進み、一旦は1:13前後に収束していく傾向が見られた。

## 一分銀の発行

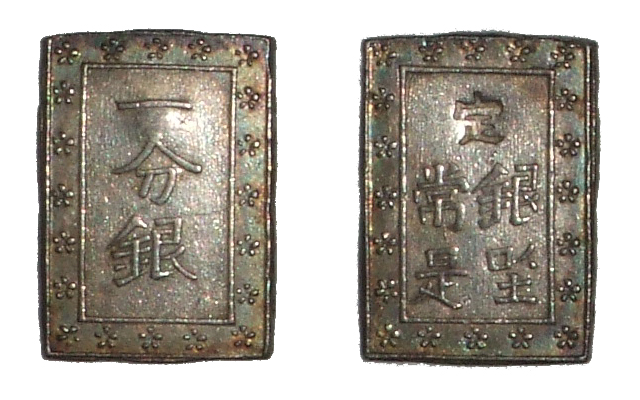
天保一分銀

幕府は本位通貨を金とし、銀は丁銀や豆板銀の形で、重量を以て貨幣価値の決まる秤量貨幣として流通させていた（小判と丁銀の含有率に基づく比価は1:10前後を維持した）。しかしながら、江戸後期になると、幕府の財政難によって、銀貨でありながら額面が記載された表記貨幣（計数貨幣）である一分銀（一両＝四分）が発行される。最初に発行された天保一分銀（1837年、（天保8年）発行）の一両あたりの量目は9.2匁に過ぎず、天保丁銀の含有銀量を一両あたりに換算した15.6匁にはるかに及ばなかった。すなわち幕府の財政難を埋め合わせるための出目（改鋳利益）獲得が目的の名目貨幣であった。天保一分銀、安政一分銀共に発行高は丁銀をはるかに上回るものとなり、銀貨流通の主流となった。一分銀発行以降、市場における両単位の貨幣の流通の多くを一分銀が占めることとなった。幕末開港時の1859年（安政6年）には1：4.65の金銀比価となっていた。他方、諸外国の相場は1：15.3程度であり、大きな差があった。
長崎ではオランダおよび清との貿易が行われていたが、定高貿易法により貿易額が管理されており、江戸中期以降は銅での取引を行っていたため、この金銀比価は大きな問題とはならなかった。

## 開国に伴う通貨交渉

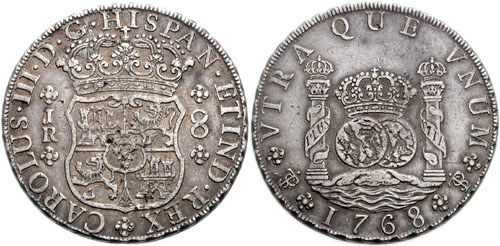
洋銀の代表格。スペイン系8レアル銀貨
1768年銘 ポトシ鋳造

日米和親条約の締結後、1854年6月12日（安政元年5月17日）より、下田了仙寺にて日本貨幣と西洋貨幣との交換比率の交渉が行われた。
幕府側は、日本の本位貨幣は金であり一分銀は極印により通用する定位貨幣であるとして、金の価格を基に1ドル＝1分を主張した。その理由は以下の通りであった。
- 8.8匁の量目の20ドル金貨は1匁当り銀19匁すなわち1枚あたり、銀167.2匁と評価され、1ドル当たりでは銀8.36匁である。
- また1ドル銀貨すなわち洋銀は地金と見做されるため純銀量6匁2分（23.2グラム）に対し二六双替[1]である通用銀（天保丁銀）16匁と評価される。これは1両の約1/4であるから1ドル＝1分である。
- 一分銀は名目貨幣であり、金貨4ドル分の金を含有する本位貨幣である小判の兌換券に相当するものである。

これに対して、米国側は金貨、銀貨はそれぞれ同種同量をもって交換すべきあると主張した。結局、この話し合いは決着がつかず、交渉は後日に委ねられた。
1856年10月7日（安政3年9月9日）に下田御用所において米国総領事のハリスとの協議が行われ、ハリスは市中に流通している天保一分銀は2.3匁（8.62グラム）であり、1ドル銀貨は26.73グラムであるから100ドルは一分銀311枚に相当する。従って1ドル銀貨の約1/3の量目（質量）である一分銀3枚を持って1ドルに換えるべきであると主張した。
結局、実質価値に満たない名目貨幣としての銀貨は国際的には通用しないとハリスに押し切られ、同種同量交換の1ドル＝3分の交換比率を承諾することになる。

## 金の流出
もっとも、日米修好通商条約の原案では、日本通貨の輸出は禁じられており、従って原案通りであれば金の流出は起こり得なかった。しかし、外貨と邦貨の交換を嫌った幕府は、国内における外貨の通用を許し、その代わり貨幣交換条件を削除することを申し出た。これに対してハリスは、いきなり外貨を通用させることは難しいと回答したが、幕府は通貨交換を1年間に限り、代わりに邦貨の輸出を認める再提案を行い、結局これが最終合意となった。
このため、外国人商人が1ドル銀貨をまず一分銀3枚に交換し、両替商に持ち込んで4枚を小判に両替して、国外に持ち出し地金として売却すれば莫大な利益が得られることとなった。地金としての1両は4ドルに相当する。従って、1ドル（メキシコドル）→3分（一分銀）→0.75両（天保小判）→3ドル（20ドル金貨）と、両替を行うだけで利益を上げることができた。実際には、開港直前の1859年6月25日（安政6年5月25日）の触書の中で、その当時小判として最も多く流通していた天保小判は一分銀5枚の増歩通用とされ、さらに市場においては小判1枚との交換に対し一分銀6枚と増歩を要求される状況で、さらに9月ごろには8枚から9枚と跳ね上がった。それでも一年間にこのような両替を5～6サイクル程繰り返し、利益を上げることが可能であったという。結果、大量の金（小判）が海外に流出することになる。ハリス自身もこの両替によって私財を増やしたことを、日記に記している。
| メキシコ8リアル |
| メキシコ8リアル |

| 天保一分銀 · 天保一分銀 |
| 天保一分銀 · 天保一分銀 |
| 天保一分銀 · 天保一分銀 |

| メキシコ8リアル · メキシコ8リアル |
| メキシコ8リアル · メキシコ8リアル |
| メキシコ8リアル · メキシコ8リアル |

## 安政二朱銀の発行

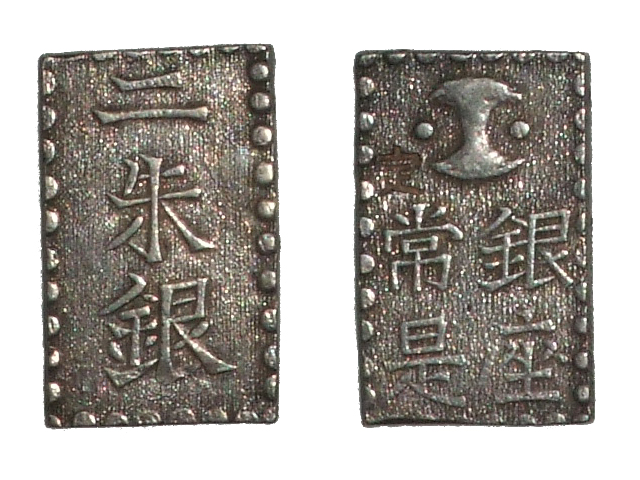
安政二朱銀

幕府は上記のような金の流出を予想していた。本来ならば、銀の量を増やした新しい一分銀を発行し、1ドル＝一分となるようにすれば問題は解決する。しかしながら、そのような量の銀は国内には無かった。このため、外国奉行・水野忠徳の策により貿易取引に限定して、1ドル＝一分となる新通貨を発行することとした。実際には、1859年6月30日（安政6年6月1日）より、量目がほぼ1ドル銀貨の半分の貿易専用の通貨である安政二朱銀（一分＝四朱）と、天保小判の量目の4/5倍に低下させた安政小判を発行し、これにより1ドル＝一分に誘導し、かつ金銀比価を国際水準に対しやや金高に設定された17.2:1に是正しようと試みた。
| メキシコ8リアル |
| メキシコ8リアル |

| 二朱銀 · 二朱銀 |
| 二朱銀 · 二朱銀 |

| 天保一分銀 |
| 天保一分銀 |

開港場では翌7月1日（6月2日）より1ドル銀貨との引き換えが始まったが、この二朱銀は開港場のみでしか通用せず、交換された貨幣が日本国内において一般に流通するものではなく、かつ1ドル銀貨の日本国内での購買力を1/3に低下させるというこの政策にハリスおよびオールコックら外国人領事は条約違反であると強く抗議し、7月21日（6月22日）、結局幕府は1ドル銀貨を一分銀3枚で引き換えるよう開港場奉行に申し渡し翌日に通用が停止された。したがって安政二朱銀の通用は僅か22日間で終わり、安政小判についても4ヶ月足らずで鋳造停止となるに至った。
一方、小判入手を目的とする洋銀の一分銀への両替要求は一日16000枚にも上り、たちまち一分銀は払底した。ハリスは、洋銀の吹替による一分銀の鋳造、洋銀に改三分の極印を打って三分として通用させることなどを提案し幕府に対応を迫った。

## 米国での交渉
日米修好通商条約の批准のため、幕府は米国に使節を派遣するが、そこでも非公式ながら通貨の交渉は行われた。
使節の目付であった小栗忠順は、一分銀およびそれと同じ額面を持つ一分金をフィラデルフィアの造幣局で分析させ、一分銀の35.6セントに対し、一分金は89セントに相当することを確認させた。この結果を基に、「洋銀と一分銀の交換は禁止し、90セント=1分として一分金との交換を行う」ことを主張した。米国側は小栗の主張の正当性は理解したものの、合意には至らなかった。

## 万延小判の発行

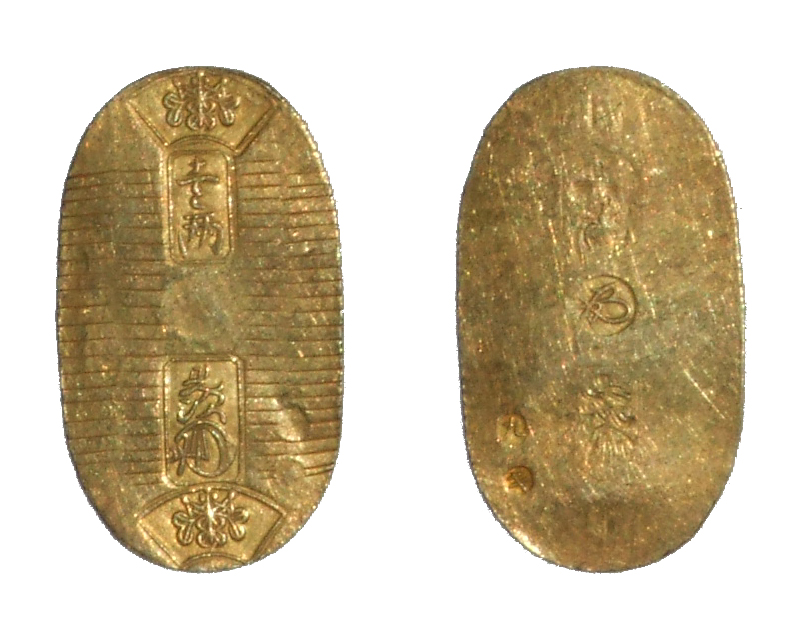
万延小判

小判流出防止のためには金銀比価の是正が必要であったが、定位銀貨の増量は銀の産出が衰退した状況では叶わず、一方、金貨の大幅な量目低下は著しい物価高騰を招き、幕府がこれまで金銀の吹替えにより得て来た出目を帳消しにするものである上に混乱に陥ることが予想されていたため、水野忠徳も金貨の量目引き下げには消極的であった。しかしオールコックはこのような状況では貿易に支障が出るとして金銀比価の是正を求めた。
また、外国人領事らの激しい抗議により、短期間での安政小判および二朱銀の鋳造停止に終わった、安政の吹替えであったが、小判の海外流出は僅かな期間に多額に上ったため、ハリスは「1：銀貨の量目を増大させ金銀比価を是正する」、「2：小判の量目を低下させて同様に金銀比価を是正する」、の2案を提案してきた。1の案はまさに安政の幣制そのものであったが、幕府にもはや「今更何を」と抗議する力はなかった。さらに金地金の保有高の事情から2の案を採らざるを得なかった。そこで天保小判に対し、品位はそのままで量目を3割以下と大幅に低下させる吹替えを行った。含有金量は慶長小判の約8.1分の一となった。
これにより新小判に対する安政一分銀一両の金銀比価は、ほぼ国際水準である15.8:1となった。新小判の発行に先立ち、1860年2月11日（万延元年1月20日）に、2月22日（2月1日）より既存の小判は含有金量に応じて増歩通用とする触書が出され、天保小判一枚は三両一分二朱、安政小判一枚は二両二分三朱通用となった。このため江戸では三倍もの額面の新小判に交換される旧貨幣を所持する者が群衆となって両替商へ殺到し大混乱に陥る騒ぎとなった。

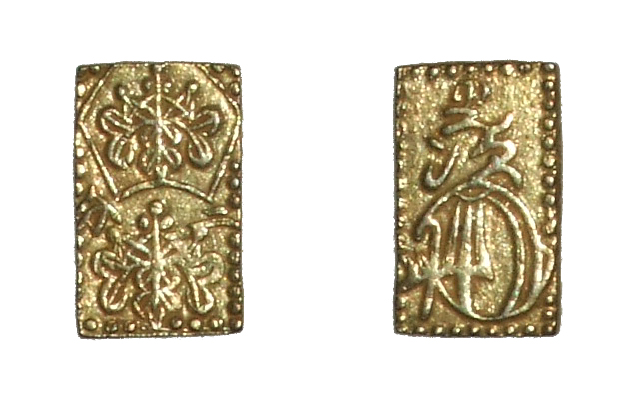
万延二分判

これは激しいインフレーションを意味し、物価は乱高下しながらも、激しい上昇に見舞われた。また新小判でさえ鋳造量は少数にとどまり、実際に通貨の主導権を制したのは、さらに一両当りの含有金量が低く、鋳造量が圧倒的に多い万延二分判であった。一両当りの含有金量としては慶長小判の約11.4分の一に低下したことになる。このため幕末期の商品価格表示は流通の少ない小判の代わりに有合せの二分判および二朱判などを直立てとする「有合建（ありあいだて）」が行われるに至った。
その後英国総領事のオールコックは著書『大君の都』の中で日本の本位貨幣である天保小判が金貨4ドル分の金を含有し、一分銀には素材価値以上の価値が設定されていたことにより金貨流出につながったことを認めているが、それは小判の大量流出が起こった後のことであった。

## 流出の具体的な量と影響
上記で「大量」とのみ表記されている日本からの金貨の流出量について、具体的な量は概算レベルでも一致した見解が提示されていない。武田晴人が2009年にまとめた資料によれば、開港からの半年で流出した額は10万両とも50万両ともいわれ幅が広い。ただし、この流出に関連した国内経済へのインパクトは1861年には沈静化したと見られることから、「金貨流出の影響は一時的なものにとどまった」とした。
武田資料を参照した鎮目雅人は2016年発表のワーキングペーパー上において、過去の研究では大量流出という捉え方が主流であったことを前提としつつも「最近の研究では流出規模はそれほど大きくなかったとの見方が有力」とした。